# 麥菲文
麥菲文（Michael John Freedman，1968年4月22日—），前香港賽馬會所屬練馬師，曾在新加坡擔任練馬師，現時以澳洲為練馬基地。

## 簡介
麥菲文出身自菲特文家族，1988年加盟三名兄長菲特文（David Lee Freedman）、菲德文（Anthony Freedman）、菲迪民（Richard Freedman）在墨爾本的練馬業務，自此開始練馬師事業。2008年至2015年，他在新加坡自立門戶，從練八年期間，共勝出470場頭馬。他於2016年初離開新加坡，重返澳洲，起初在玫瑰崗設立馬房，其後將基地遷至蘭域。2017年2月17日，獲香港賽馬會牌照委員會發出練馬師牌照。
2017/2018馬季，他和羅富全同期開始香港練馬師生涯，但於2017年9月5日下午，其馬房發生「奪命行馬機」意外，釀成一死八傷，結果「超強奇兵」不幸身亡，另有「宇宙車神」、「宸龍」、「雄霸」、「珍珠旺」、「善影」、「加州靈驥」、「幸運骰」及「安銳」受傷。
2018年11月10日，他將會向香港賽馬會牌照委員會交還練馬師牌照後，重返澳洲並繼續練馬生涯。
總結麥菲文在港從練期間，總共贏得18場頭馬。

## 代表馬匹
- 赤炎舞者
- 很簡單（2012年、2013年新加坡馬王，曾遠征香港）
- 嬉戲
- 安喜（於2017年9月24日贏得在港從練首場頭馬）
- 好吉利
- 飛霸龍
- 駿風馳
- 老實人（於2018年11月10日贏得在港從練最後頭馬）

## 在港從練成績
| 年度      | 冠  | 亞 | 季 | 殿 | 第五 | 出馬總數 | 所贏獎金     | 練馬師榜排名 | 備注                |
| --------- | --- | -- | -- | -- | ---- | -------- | ------------ | ------------ | ------------------- |
| 2017-2018 | 14@ | 24 | 19 | 12 | 27   | 261      | $ 18,641,800 | 22 / 23      | 開倉首季            |
| 2018-2019 | 4*  | 5  | 5  | 5  | 2    | 70       | $5,284,000   | 22 / 22      | 第2季，主動撤銷牌照 |
| 總計      | 18  | 29 | 24 | 17 | 29   | 331      |              |              |                     |

*  全季頭馬數目為不達標（練馬師牌照審核指引於1999/2000年度馬季首次實施，當時合格基準為12場頭馬。其後於2003/04年度馬季增至13場頭馬。2013/14年度馬季進一步上調至15場頭馬，更明確指出若然最終只勝出13或14場頭馬，獎金則要達1500萬港元方算達標【外地賽事取得頭馬及獎金皆計算在內】。2016/17年度馬季進一步上調至16場頭馬，更明確指出若然最終只勝出14或15場頭馬，獎金則要達1850萬港元方算達標【外地賽事取得頭馬及獎金皆計算在內】。）
@ :獎金達標

## 在港從練資料
|                     | 日期           | 賽事                            | 場地 | 馬場     | 馬名   | 騎師   | 名次 | 獨贏賠率 |
| ------------------- | -------------- | ------------------------------- | ---- | -------- | ------ | ------ | ---- | -------- |
| 初出賽 級際賽初出賽 | 2012年11月18日 | 二級賽 - 1200米（馬會短途錦標） | 草地 | 沙田馬場 | 很簡單 | 杜利萊 | 6    | 8.5      |
| 首勝利              | 2017年9月24日  | 第四班 - 1200米                 | 草地 | 沙田馬場 | 安喜   | 祈普敦 | 1    | 3        |
| 級際賽首勝利        | —              | —                               | —    | —        | —      | —      | —    | —        |
| 一級賽初出賽        | 2012年12月9日  | 一級賽 - 1200米（香港短途錦標） | 草地 | 沙田馬場 | 很簡單 | 莫雷拉 | 10   | 25       |
| 一級賽初勝利        | —              | —                               | —    | —        | —      | —      | —    | —        |

## 外部連結
- 馬會牌照委員會向麥菲文發給2017/2018年度馬季練馬師牌照 （页面存档备份，存于）
- 練馬師資料：麥菲文 （页面存档备份，存于）